# Alexis Pinturault
Alexis Pinturault (ur. 20 marca 1991 w Moûtiers) – francuski narciarz alpejski, wielokrotny medalista igrzysk olimpijskich i mistrzostw świata seniorów, zdobywca Pucharu Świata, dwukrotny mistrz świata juniorów.

## Kariera
Startuje w slalomie i gigancie. Po raz pierwszy na arenie międzynarodowej pojawił się 14 sierpnia 2006 roku w Cerro Castor, gdzie w zawodach FIS Race zajął trzynaste miejsce w gigancie. W 2008 roku wystartował na mistrzostwach świata juniorów w Formigal, gdzie jego najlepszym wynikiem było trzynaste miejsce w kombinacji. Na rozgrywanych rok później mistrzostwach świata juniorów w Ga-Pa odniósł swój pierwszy sukces, zdobywając złoty medal w gigancie. Wynik ten powtórzył podczas mistrzostw świata juniorów w Crans-Montana w 2011 roku. W zawodach Pucharu Świata zadebiutował 13 marca 2009 roku w Åre, gdzie nie ukończył pierwszego przejazdu w gigancie. Pierwsze pucharowe punkty wywalczył 5 lutego 2011 roku w Hinterstoder, zajmując szóste miejsce w supergigancie. Blisko rok później, 5 marca 2011 roku w Kranjskiej Gorze, pierwszy raz stanął na podium zawodów PŚ, zajmując drugie miejsce w gigancie. Pierwsze pucharowe zwycięstwo odniósł 21 lutego 2012 roku w Moskwie, gdzie okazał się najlepszy w slalomie równoległym.
W sezonie 2020/2021 zdobył Puchar Świata w narciarstwie alpejskim. Był też drugi w sezonach 2018/2019, 2019/2020 i trzeci w sezonach 2013/2014, 2014/2015, 2015/2016. Ponadto w sezonach 2012/2013, 2013/2014, 2016/2017, 2018/2019 i 2019/2020 zwyciężał w klasyfikacji kombinacji, a w sezonie 2020/2021 w klasyfikacji giganta.
W 2011 roku wystąpił na mistrzostwach świata w Garmisch-Partenkirchen, gdzie był siedemnasty w slalomie, a rywalizacji w supergigancie nie ukończył. Na rozgrywanych dwa lata później mistrzostwach świata w Schladming był piąty w gigancie oraz szósty w slalomie, supergigancie i superkombinacji. W 2014 roku startował na igrzyskach olimpijskich w Soczi, gdzie zdobył brązowy medal w gigancie (wyprzedzili go jedynie Ted Ligety z USA i kolejny Francuz, Steve Missillier). Na tych samych igrzyskach brał także udział w slalomie i superkombinacji, ale obu tych zawodów nie ukończył. W 2017 roku wspólnie z kolegami i koleżankami z reprezentacji zdobył złoty medal w drużynie podczas mistrzostw świata w Sankt Moritz. Na igrzyskach w Pjongczangu w 2018 został wicemistrzem olimpijskim w superkombinacji oraz sięgnął po brąz w gigancie. Następnie zdobył dwa medale podczas mistrzostw świata w Åre (2019): złoto w superkombinacji i brąz w gigancie. Kolejne dwa medale wywalczył na mistrzostwach świata w Cortinie d'Ampezzo dwa lata później. Tym razem był drugi w superkombinacji i trzeci w supergigancie. Ponadto na mistrzostwach świata w Courchevel/Méribel w 2023 roku zwyciężył w kombinacji, a w supergigancie ponownie był trzeci.

## Osiągnięcia

### Igrzyska olimpijskie
| Miejsce | Dzień     | Rok  | Miejscowość     | Konkurencja     | Czas    | Strata | Zwycięzca       |
| ------- | --------- | ---- | --------------- | --------------- | ------- | ------ | --------------- |
| DNF1    | 14 lutego | 2014 | Krasnaja Polana | Superkombinacja | 2:45,54 | —      | Sandro Viletta  |
| 3.      | 19 lutego | 2014 | Krasnaja Polana | Gigant          | 2:45,29 | +0,64  | Ted Ligety      |
| DNF2    | 22 lutego | 2014 | Krasnaja Polana | Slalom          | 1:41,84 | —      | Mario Matt      |
| 2.      | 13 lutego | 2018 | Pjongczang      | Superkombinacja | 2:06,52 | +0,23  | Marcel Hirscher |
| 3.      | 18 lutego | 2018 | Pjongczang      | Gigant          | 2:18,04 | +1,31  | Marcel Hirscher |
| 5.      | 22 lutego | 2018 | Pjongczang      | Slalom          | 1:38,99 | +0,73  | André Myhrer    |
| 11.     | 8 lutego  | 2022 | Pekin           | Supergigant     | 1:19,94 | +1,42  | Matthias Mayer  |
| DNF2    | 10 lutego | 2022 | Pekin           | Superkombinacja | 2:31,43 | -      | Johannes Strolz |
| 5.      | 13 lutego | 2022 | Pekin           | Gigant          | 2:09,35 | +1,69  | Marco Odermatt  |
| 16.     | 16 lutego | 2022 | Pekin           | Slalom          | 1:44,09 | +2,05  | Clément Noël    |

### Mistrzostwa świata
| Miejsce | Dzień     | Rok  | Miejscowość        | Konkurencja       | Czas biegu | Strata | Zwycięzca            |
| ------- | --------- | ---- | ------------------ | ----------------- | ---------- | ------ | -------------------- |
| DNF1    | 9 lutego  | 2011 | Ga-Pa              | Supergigant       | 1:38,31    | -      | Christof Innerhofer  |
| 17.     | 20 lutego | 2011 | Ga-Pa              | Slalom            | 1:41,72    | +2,19  | Jean-Baptiste Grange |
| 6.      | 6 lutego  | 2013 | Schladming         | Supergigant       | 1:23,96    | +1,03  | Ted Ligety           |
| 6.      | 11 lutego | 2013 | Schladming         | Superkombinacja   | 2:56,96    | +1,45  | Ted Ligety           |
| 5.      | 15 lutego | 2013 | Schladming         | Gigant            | 2:28,92    | +1,94  | Ted Ligety           |
| 6.      | 17 lutego | 2013 | Schladming         | Slalom            | 1:51,03    | +1,24  | Marcel Hirscher      |
| 11.     | 5 lutego  | 2015 | Vail/Beaver Creek  | Supergigant       | 1:15,68    | +0,74  | Hannes Reichelt      |
| 5.      | 8 lutego  | 2015 | Vail/Beaver Creek  | Superkombinacja   | 2:36,10    | +0,41  | Marcel Hirscher      |
| 3.      | 13 lutego | 2015 | Vail/Beaver Creek  | Gigant            | 2:34,16    | +0,88  | Ted Ligety           |
| DNF2    | 15 lutego | 2015 | Vail/Beaver Creek  | Slalom            | 1:57,47    | -      | Jean-Baptiste Grange |
| 6.      | 9 lutego  | 2017 | Sankt Moritz       | Supergigant       | 1:25,38    | +0,90  | Erik Guay            |
| 10.     | 13 lutego | 2017 | Sankt Moritz       | Superkombinacja   | 2:26,33    | +0,86  | Luca Aerni           |
| 1.      | 14 lutego | 2017 | Sankt Moritz       | Drużynowo         | -          | -      | -                    |
| 7.      | 17 lutego | 2017 | Sankt Moritz       | Gigant            | 2:13,31    | +0,98  | Marcel Hirscher      |
| DNF1    | 19 lutego | 2017 | Sankt Moritz       | Slalom            | 1:34,75    | -      | Marcel Hirscher      |
| 1.      | 11 lutego | 2019 | Åre                | Superkombinacja   | 1:47,71    | -      | -                    |
| 3.      | 15 lutego | 2019 | Åre                | Gigant            | 2:20,24    | +0,42  | Henrik Kristoffersen |
| 4.      | 17 lutego | 2019 | Åre                | Slalom            | 2:06,79    | +0,93  | Marcel Hirscher      |
| 3.      | 11 lutego | 2021 | Cortina d’Ampezzo  | Supergigant       | 1:19,41    | +0,38  | Vincent Kriechmayr   |
| 2.      | 15 lutego | 2021 | Cortina d’Ampezzo  | Superkombinacja   | 2:05,86    | +0,04  | Marco Schwarz        |
| DNF2    | 19 lutego | 2021 | Cortina d’Ampezzo  | Gigant            | 2:05,86    | -      | Mathieu Faivre       |
| 1.      | 7 lutego  | 2023 | Courchevel/Méribel | Kombinacja        | 1:53,31    | -      | -                    |
| 3.      | 9 lutego  | 2023 | Courchevel/Méribel | Supergigant       | 1:07,22    | +0,26  | James Crawford       |
| 11.     | 15 lutego | 2023 | Courchevel/Méribel | Gigant równoległy | -          | -      | Alexander Schmid     |
| 7.      | 17 lutego | 2023 | Courchevel/Méribel | Gigant            | 2:34,08    | +1,68  | Marco Odermatt       |
| 20.     | 19 lutego | 2023 | Courchevel/Méribel | Slalom            | 1:39,50    | +1,40  | Henrik Kristoffersen |

### Mistrzostwa świata juniorów
| Miejsce | Dzień       | Rok  | Miejscowość            | Konkurencja | Czas biegu | Strata | Zwycięzca               |
| ------- | ----------- | ---- | ---------------------- | ----------- | ---------- | ------ | ----------------------- |
| 45.     | 26 lutego   | 2008 | Formigal               | Zjazd       | 1:45,31    | +5,07  | Hagen Patscheider       |
| 40.     | 27 lutego   | 2008 | Formigal               | Slalom      | 1:29,68    | +10,94 | Marcel Hirscher         |
| 27.     | 28 lutego   | 2008 | Formigal               | Supergigant | 1:21,02    | +2,38  | Andreas Sander          |
| 25.     | 29 lutego   | 2008 | Formigal               | Gigant      | 1:57,00    | +2,88  | Marcel Hirscher         |
| 13.     | 29 lutego   | 2008 | Formigal               | Kombinacja  | 28,63 pkt  | ?      | Matts Olsson            |
| 18.     | 4 marca     | 2009 | Garmisch-Partenkirchen | Zjazd       | 1:39,06    | +1,50  | Andy Plank              |
| 13.     | 4 marca     | 2009 | Garmisch-Partenkirchen | Supergigant | 1:16,64    | +1,54  | Manuel Kramer           |
| 1.      | 5 marca     | 2009 | Garmisch-Partenkirchen | Gigant      | 2:18,49    | -      | -                       |
| DNF2    | 6 marca     | 2009 | Garmisch-Partenkirchen | Slalom      | 1:20,78    | -      | Jesper Riis-Johannessen |
| 41.     | 31 stycznia | 2010 | Region Mont Blanc      | Gigant      | 2:17,55    | +5,96  | Mathieu Faivre          |
| 5.      | 1 lutego    | 2010 | Region Mont Blanc      | Supergigant | 1:29,71    | +0,86  | Maxence Muzaton         |
| DNF2    | 2 lutego    | 2010 | Region Mont Blanc      | Slalom      | 1:30,97    | -      | Reto Schmidiger         |
| 35.     | 4 lutego    | 2010 | Region Mont Blanc      | Zjazd       | 1:19,32    | +1,76  | Mattia Casse            |
| 1.      | 30 stycznia | 2011 | Crans-Montana          | Gigant      | 2:19,62    | -      | -                       |
| DNF2    | 31 stycznia | 2011 | Crans-Montana          | Slalom      | 1:28,54    | -      | Reto Schmidiger         |

### Puchar Świata

#### Miejsca w klasyfikacji generalnej
- sezon 2010/2011: 54.
- sezon 2011/2012: 10.
- sezon 2012/2013: 6.
- sezon 2013/2014: 3.
- sezon 2014/2015: 3.
- sezon 2015/2016: 3.
- sezon 2016/2017: 4.
- sezon 2017/2018: 6.
- sezon 2018/2019: 2.
- sezon 2019/2020: 2.
- sezon 2020/2021: 1.
- sezon 2021/2022: 10.
- sezon 2022/2023: 8.

#### Miejsca na podium
| Sezon     | 1. miejsce | 2. miejsce | 3. miejsce | Razem |
| 2010/2011 | -          | 1          | -          | 1     |
| 2011/2012 | 1          | 4          | -          | 5     |
| 2012/2013 | 3          | 1          | 3          | 7     |
| 2013/2014 | 3          | 4          | 1          | 8     |
| 2014/2015 | 2          | 2          | 2          | 6     |
| 2015/2016 | 6          | 1          | -          | 8     |
| 2016/2017 | 4          | 1          | 1          | 6     |
| 2017/2018 | 2          | -          | 2          | 4     |
| 2018/2019 | 2          | 2          | 4          | 8     |
| 2019/2020 | 6          | 2          | -          | 8     |
| 2020/2021 | 5          | -          | 4          | 9     |
| 2021/2022 | -          | 2          | 1          | 3     |
| 2022/2023 | -          | 1          | 2          | 3     |
| SUMA      | 34         | 22         | 19         | 75    |

#### Zwycięstwa w zawodach
1. Moskwa – 21 lutego 2012 (slalom równoległy)
2. Val d’Isère – 8 grudnia 2012 (slalom)
3. Wengen – 18 stycznia 2013 (superkombinacja)
4. Ga-Pa – 24 lutego 2013 (gigant)
5. Wengen – 17 stycznia 2014 (slalom)
6. Kitzbühel – 26 stycznia 2014 (superkombinacja)
7. Lenzerheide – 13 marca 2014 (supergigant)
8. Kitzbühel – 23 stycznia 2015 (superkombinacja)
9. Kranjska Gora – 14 marca 2015 (gigant)
10. Kitzbühel – 22 stycznia 2016 (superkombinacja)
11. Naeba – 13 lutego 2016 (gigant)
12. Chamonix – 19 lutego 2016 (superkombinacja)
13. Hinterstoder – 26 lutego 2016 (gigant)
14. Hinterstoder – 28 lutego 2016 (gigant)
15. Kranjska Gora – 4 marca 2016 (gigant)
16. Sölden – 23 października 2016 (gigant)
17. Val d’Isère – 10 grudnia 2016 (gigant)
18. Santa Caterina – 29 grudnia 2016 (superkombinacja)
19. Adelboden – 7 stycznia 2017 (gigant)
20. Val d’Isère – 9 grudnia 2017 (gigant)
21. Bormio – 29 grudnia 2017 (superkombinacja)
22. Bansko – 22 lutego 2019 (superkombinacja)
23. Soldeu – 16 marca 2019 (gigant)
24. Sölden – 27 października 2019 (gigant)
25. Val d’Isère – 15 grudnia 2019 (slalom)
26. Bormio – 29 grudnia 2019 (superkombinacja)
27. Ga-Pa – 2 lutego 2020 (gigant)
28. Hinterstoder – 1 marca 2020 (superkombinacja)
29. Hinterstoder – 2 marca 2020 (gigant)
30. Lech – 27 listopada 2020 (slalom równoległy)
31. Alta Badia – 20 grudnia 2020 (gigant)
32. Adelboden – 8 stycznia 2021 (gigant)
33. Adelboden – 9 stycznia 2021 (gigant)
34. Lenzerheide − 20 marca 2021 (gigant)

#### Pozostałe miejsca na podium w zawodach
1. Kranjska Gora – 5 marca 2011 (gigant) – 2. miejsce
2. Sölden – 23 października 2011 (gigant) – 2. miejsce
3. Chamonix – 5 lutego 2012 (superkombinacja) – 2. miejsce
4. Kranjska Gora – 10 marca 2012 (gigant) – 2. miejsce
5. Kranjska Gora – 11 marca 2012 (slalom) – 3. miejsce
6. Schladming – 15 marca 2012 (supergigant) – 2. miejsce
7. Monachium – 1 stycznia 2013 (slalom równoległy) – 3. miejsce
8. Kitzbühel – 27 stycznia 2013 (kombinacja) – 2. miejsce
9. Kranjska Gora – 9 marca 2013 (gigant) – 3. miejsce
10. Lenzerheide – 16 marca 2013 (gigant) – 3. miejsce
11. Sölden – 27 października 2013 (gigant) – 2. miejsce
12. Alta Badia – 22 grudnia 2013 (gigant) – 2. miejsce
13. Wengen – 17 stycznia 2014 (superkombinacja) – 2. miejsce
14. Sankt Moritz – 2 lutego 2014 (gigant) – 3. miejsce
15. Lenzerheide – 15 marca 2014 (gigant) – 2. miejsce
16. Sölden – 26 października 2014 (gigant) – 3. miejsce
17. Beaver Creek – 6 grudnia 2014 (supergigant) – 3. miejsce
18. Beaver Creek – 7 grudnia 2014 (gigant) – 2. miejsce
19. Adelboden – 10 stycznia 2015 (gigant) – 2. miejsce
20. Kranjska Gora – 5 marca 2016 (gigant) – 2. miejsce
21. Sankt Moritz − 19 marca 2016 (gigant) – 2. miejsce
22. Val d’Isère – 4 grudnia 2016 (gigant) – 3. miejsce
23. Sztokholm – 31 stycznia 2017 (slalom równoległy) – 2. miejsce
24. Adelboden – 6 stycznia 2018 (gigant) – 3. miejsce
25. Kranjska Gora – 3 marca 2018 (gigant) – 3. miejsce
26. Alta Badia – 16 grudnia 2018 (gigant) – 3. miejsce
27. Alta Badia – 17 grudnia 2018 (gigant) – 3. miejsce
28. Zagrzeb – 6 stycznia 2019 (slalom) – 2. miejsce
29. Wengen – 18 stycznia 2019 (superkombinacja) – 3. miejsce
30. Kitzbühel – 26 stycznia 2019 (slalom) – 3. miejsce
31. Schladming – 29 stycznia 2019 (slalom) – 2. miejsce
32. Wengen – 17 stycznia 2020 (superkombinacja) – 2. miejsce
33. Schladming – 28 stycznia 2020 (slalom) – 2. miejsce
34. Flachau – 17 stycznia 2021 (slalom) – 3. miejsce
35. Bansko – 28 lutego 2021 (gigant) – 3. miejsce
36. Val d’Isère – 11 grudnia 2021 (gigant) – 2. miejsce
37. Madonna di Campiglio – 22 grudnia 2021 (slalom) – 2. miejsce
38. Adelboden – 8 stycznia 2022 (gigant) – 3. miejsce
39. Beaver Creek – 4 grudnia 2022 (supergigant) – 3. miejsce
40. Kranjska Gora – 11 marca 2023 (gigant) – 2. miejsce
41. Kranjska Gora – 12 marca 2023 (gigant) – 3. miejsce

- W sumie (34 zwycięstwa, 22 drugie i 19 trzecich miejsc).